# Ремикс (книга)
«Ремикс: Создавая искусство и коммерцию, процветающие в гибридной экономике» (англ. Remix: Making Art and Commerce Thrive in the Hybrid Economy) — пятая книга Лоуренса Лессига, профессора права и основателя Creative Commons. Книга была опубликована под лицензией Creative Commons и доступна для свободного распространения. Книга подробно рассказывает о социальном воздействии интернета и его влиянии на производство и потребление популярной культуры на пути к «ремикс-культуре».

## Содержание
В «Ремиксе» Лоуренс Лессиг, гарвардский профессор права и уважаемый эксперт в том, что он называет «авторскими войнами», описывает разрыв между доступностью и относительной простотой ремикс-технологий и авторским правом. Лессиг настаивает на том, что авторское право в его современном виде устарело для цифровых медиа, поскольку «каждый раз, когда вы используете творческую работу в цифровом виде, технология изготавливает копию». Таким образом, любительское использование и присвоение цифровых технологий находится под беспрецедентным контролем, что ранее было применимо только к профессиональному использованию.
Лессиг настаивает на том, что знания и манипуляции технологиями мультимедиа сегодня являются формой грамотности нынешнего поколения, тогда как показатели «чтение и письмо» уходят в прошлое. Дети растут в мире пронизанном компьютерными технологиями и не могут понять, почему «ремикс» является незаконным. Лессиг уверен, что любительское использование защищённых авторскими правами произведений в цифровую эпоху не может быть остановлено. Таким образом, наиболее ощутимым результатом этого напряжения является то, что поколение детей растёт и совершает в интернете юридически противоправные действия, зная, что это незаконно. Это, по мнению автора, имеет социальные последствия, которые выходят далеко за рамки войн авторского права. Книга стала доступна для бесплатной загрузки по лицензии Creative Commons BY-NC 3.0.

### Реформирование авторского права
Лессиг выделяет 5 шагов, которые поставят нас на путь более эффективного и действенного закона об авторском праве.
1. Дерегулирование самодеятельности. В первую очередь это означает освобождение от некоммерческих и, особенно, любительских использований из прав, предоставленных законом об авторском праве. Кроме того, это ослабление контроля, которое снимет часть бремени с корпораций мониторинга, тратящих усилия на поиск неправомерно используемого контента.
2. Ясное право. Сейчас нет всеобъемлющего и доступного реестра со списком, кто владеет правами на какое произведение. Кроме того, Лессиг настаивает на том, что автор/владелец должен зарегистрировать свою работу для того, чтобы продлить авторское право после более короткого периода времени, в противном случае, произведение перейдёт в общественное достояние. Он настаивает, что это такое изменение будет способствовать цифровому архивированию и большему доступу для образовательных целей.
3. Упрощение. Основываясь на своих предыдущих предложениях, Лессиг настаивает на упрощении системы. Если ребёнок должен соблюдать авторские права, они должны быть понятными для него.
4. Декриминализация копий. Как уже говорилось ранее, «копирование» является обычным явлением в повседневной жизни и цифровой сфере. Если для нашей ежедневной деятельности необходимо федеральное регулирование авторского права, это лишь означает, что эта норма заходит слишком далеко. Таким образом, закон должен быть ясно сформулирован, чтобы не включать в себя способы использования, которые не имеют отношения к контролю владельца авторского права.
5. Обмен файлами. Лессиг предполагает, что это должно быть сделано либо путем «некоммерческого обмена файлами с налогами, чтобы покрыть разумные роялти для авторов, чьи работы копируют, либо разрешать простую процедуру лицензирования, с помощью которой пользователи могли бы за небольшую плату покупать право свободно делиться файлами»[5].

### Заключение
В своей заключительной главе «Реформирование нас» Лессиг говорит о том, что для движения в направлении прекращения бессмысленных войн авторского права, в основном наносящих вред нашим детям, мы должны понимать, что государственный контроль имеет свои пределы.
Дети, выросшие в эпоху цифровых технологий, видят эти законы как бессмысленные, поскольку они продолжают скачивать файлы несмотря на их авторство. Лессиг предупреждает, что это явление может иметь больший эффект просачивания в сторону взглядов ребёнка на права в целом. Если думать в таком ключе, то реформа авторских прав несёт гораздо большие последствия для морали подрастающих поколений.

## В популярной культуре
В эпизоде «Отчёта Кольбера» с Лессигом в качестве приглашённого гостя Стивен Кольбер пошутил над лицензией Creative Commons для книги, взяв копию, подписав её, а затем выставив на продажу как «Издание Кольбера». Лессиг, присутствовавший при этом, оценил юмор и смеялся.